# Победа Буги-Вуги
Победа Буги-Вуги (англ. Victory Boogie Woogie) — последняя и незаконченная картина голландского художника Пита Мондриана, одного из основоположников абстрактной живописи, начатая в 1944 году.

## История владения
В 1987 году картина была куплена Эмили и Бёртон Тремайн за 12 миллионов долларов, став частью коллекции абстрактного искусства, принадлежавшей компании Миллер (Miller Company Collection of Abstract Art).
В 1998 году была куплена за 80 миллионов гульденов (примерно 35 миллионов евро) у американского коллекционера Сэмюэля Ньюхауза-младшего и сейчас хранится в Муниципальном музее Гааги.